# Сухопутні війська Російської Федерації
Сухопу́тні війська́ Збройних сил Російської Федерації (СВ ЗС РФ) — один з 3-х видів ЗС РФ, призначений для бойових дій переважно на суходолі, найчисленніший і різноманітний за озброєнням і способами ведення бойових дій. У своєму складі СВ ЗС Росії мають різні роди військ, спеціальні війська, частини і з'єднання спеціального призначення (СпП) і служби.

## Основні завдання
У мирний час:
- підтримання бойового потенціалу, вдосконалення бойової та мобілізаційної готовності військ до відбиття агресії локального масштабу;
- забезпечення готовності військ до здійснення заходів мобілізаційного та оперативного розгортання для відбиття агресії противника;
- підготовка органів управління і військ до ведення військових дій відповідно до їх призначення;
- створення запасів озброєння, військової техніки та матеріальних засобів в обсягах, які забезпечують вирішення завдань, що стоять перед СВ, і їх утримання в готовності до бойового застосування;
- участь в операціях з підтримання (відновлення) миру, що проводяться по лінії Ради Безпеки ООН або відповідно до міжнародних зобов'язань РФ;
- участь у ліквідації наслідків аварій, катастроф і стихійних лих;
- участь у виконанні заходів щодо оперативного обладнання території країни.

У загрозливий період:
- нарощування складу і підвищення бойової та мобілізаційної готовності військ;
- посилення сил і засобів бойового чергування і розвідки за діями військ противника;
- оперативне розгортання угруповань військ на загрозливих напрямках, в тому числі і коаліційних, згідно з Договором про колективну безпеку СНД;
- збільшення обсягів проведення військових зборів з підготовки громадян, що перебувають у запасі;
- участь у проведенні окремих заходів територіальної оборони;
- підготовка озброєння і військової техніки до бойового застосування, нарощування бази матеріально-технічного забезпечення та можливостей ремонтних органів;
- прикриття державного кордону РФ;
- підготовка перших оборонних операцій.

У воєнний час:
- виконання завдань щодо плану стратегічного розгортання ЗС РФ;
- локалізація (припинення) можливих військових конфліктів, відбиття агресії противника боєготовими в мирний час угрупованнями військ, а в разі необхідності — з відмобілізуванням з'єднань і військових частин;
- проведення спільно з іншими видами і родами військ ЗС РФ (за участю збройних сил країн-учасниць СНД, що підписали Договір про колективну безпеку) оборонних і контрнаступальних операцій з розгрому агресора;
- участь у відбитті повітряно-космічного нападу супротивника, проведенні повітряно-десантних, морських десантних та інших спільних операцій видів ЗС;
- участь у веденні територіальної оборони (охорона і оборона важливих військових, державних об'єктів та об'єктів на комунікаціях; боротьба з диверсійно-розвідувальними та терористичними силами і десантами противника; забезпечення встановлення і підтримки режиму воєнного стану).

## Історія
В лютому 2024 року Росія реорганізувала свою військово-адміністративну структуру та розгорнула дві нові військові округи на місці ліквідованої Західної округи. Згідно з указом, Західна військова округа в РФ була фактично розділена на дві менші: Московську та Ленінградську. Натомість, Північний флот втратив статус округи. Від 26 лютого Росія матиме поділ на п’ять військових округ: Московську, Ленінградську, Південну, Центральну та Східну.

## Організація
СВ складаються з підрозділів, військових частин, з'єднань та об'єднань, які підпорядковуються управлінню армії або безпосередньо командуванню військового округу. 2012 року заявлена кількість сухопутних військ РФ у 10 арміях сягала 395 тис.

### Головнокомандувачі

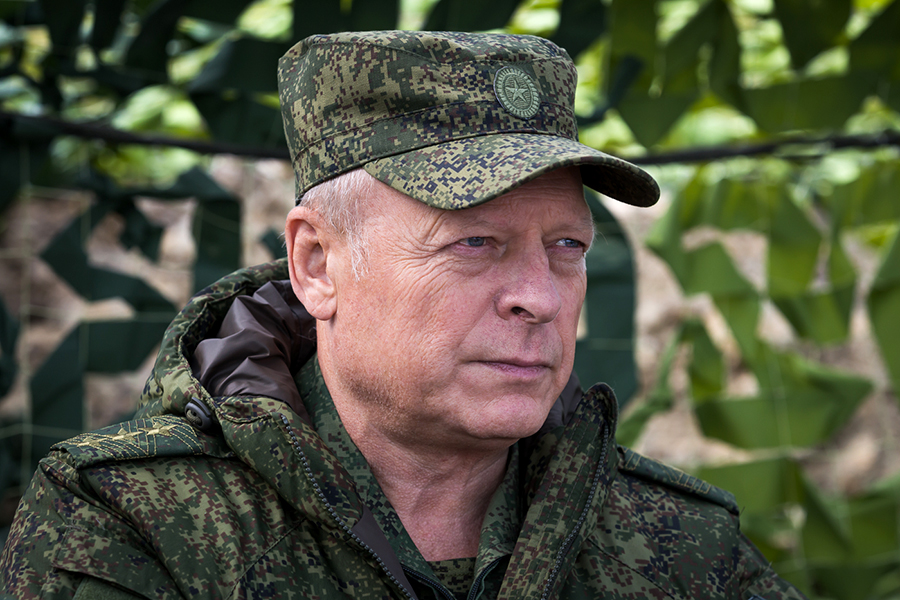
Головнокомандувач сухопутними військами — Олег Салюков

Військові округи Російської Федерації (з 2024)
Західний військовий округ
Південний військовий округ (РФ вважає, що тимчасово окуповані АР Крим, Донецька, Луганська, Запорізька та Херськоська області є частиною округу)
Центральний військовий округ
Східний військовий округ
ОСК «Північ»

- Семенов Володимир Магомедович (1991–1997)[3]
- Кормильцев Микола Вікторович (2001[4]—2004)
- Маслов Олексій Федорович (2004–2008)
- Болдирев Володимир Анатолійович (2008–2010)
- Постников Олександр Миколайович (2010–2012)
- Чіркін Володимир Валентинович (2012–2013)
- Істраков Сергій Юрійович (ТВО) (2013–2014)
- Салюков Олег Леонідович (з 2014)

## Структура

### Командування
- Західний військовий округ
- Центральний військовий округ
- Південний військовий округ
- Східний військовий округ
- ОСК «Північ»

### Роди військ

#### Мотострілецькі і танкові війська
Мотострілкові і танкові війська складають основу сухопутних військ Росії. Поділяються на армії, дивізії, батальйони і полки.
| Військові округ                             | Загальновійськова армія       | Дислокація штабу |
| ------------------------------------------- | ----------------------------- | ---------------- |
| Західний військовий округ (Санкт-Петербург) | 1-ша танкова армія            | Одинцово         |
| Західний військовий округ (Санкт-Петербург) | 6-та загальновійськова армія  | Санкт-Петербург  |
| Західний військовий округ (Санкт-Петербург) | 20-та загальновійськова армія | Воронеж          |
| Південний військовий округ (Ростов-на-Дону) | 8-ма загальновійськова армія  | Новочеркаськ     |
| Південний військовий округ (Ростов-на-Дону) | 49-та загальновійськова армія | Ставрополь       |
| Південний військовий округ (Ростов-на-Дону) | 58-ма загальновійськова армія | Владикавказ      |
| Центральний військовий округ (Єкатеринбург) | 2-га загальновійськова армія  | Самара           |
| Центральний військовий округ (Єкатеринбург) | 41-ша загальновійськова армія | Новосибірськ     |
| Східний військовий округ (Хабаровськ)       | 5-та загальновійськова армія  | Уссурійськ       |
| Східний військовий округ (Хабаровськ)       | 29-та загальновійськова армія | Чита             |
| Східний військовий округ (Хабаровськ)       | 35-та загальновійськова армія | Бєлогорськ       |
| Східний військовий округ (Хабаровськ)       | 36-та загальновійськова армія | Улан-Уде         |
| Східний військовий округ (Хабаровськ)       | 68-й армійський корпус        | Южно-Сахалінськ  |

#### Озброєння
Сухопутні війська Росії оснащуються переважно технікою російського і радянського виробництва. До їх складу входить буксирувана і самохідна артилерія (гармати, гаубиці, міномети, реактивні системи залпового вогню від 122 до 300 мм), танки, бронетранспортери, броньовані розвідувальні машини, бойові машини піхоти і вогнеметників, самохідні ПТРК, засоби ППО, що складаються з гарматних, зенітних, ракетних і ракетно-гарматних комплексів ближнього, малого, середнього і дальнього радіусу дії. Транспортні потреби задовольняються вантажівками і легкими позашляховиками. На озброєнні є розвідувальні безпілотники.
Стрілецьке озброєння складається з автоматичних і ручних гранатометів; реактивних гранат і вогнеметів; переносних протитанкових і зенітних ракет; пістолетів; штурмових, снайперських і великокаліберних гвинтівок; ручних, єдиних і великокаліберних кулеметів.

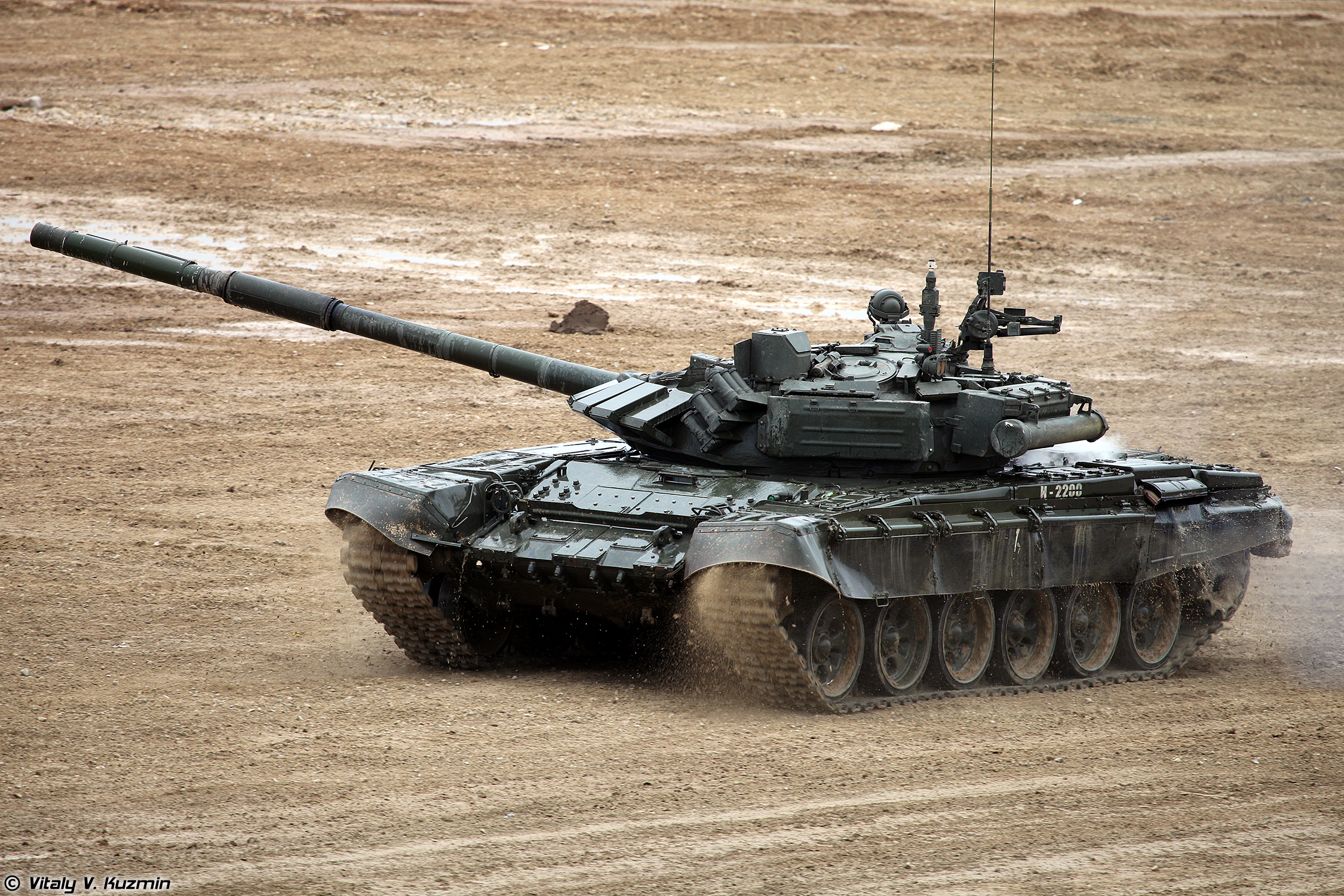
Т-72Б3
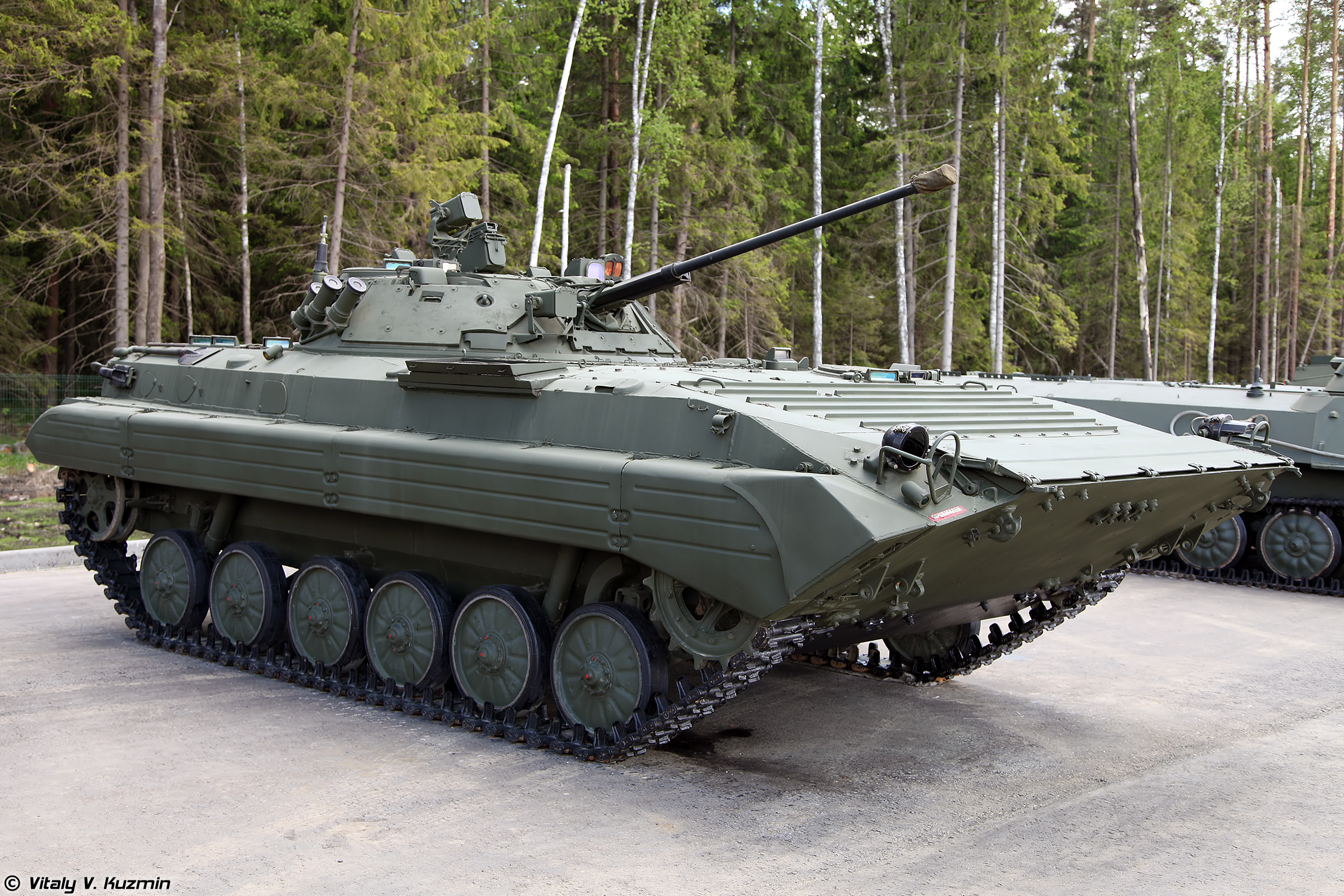
БМП-2
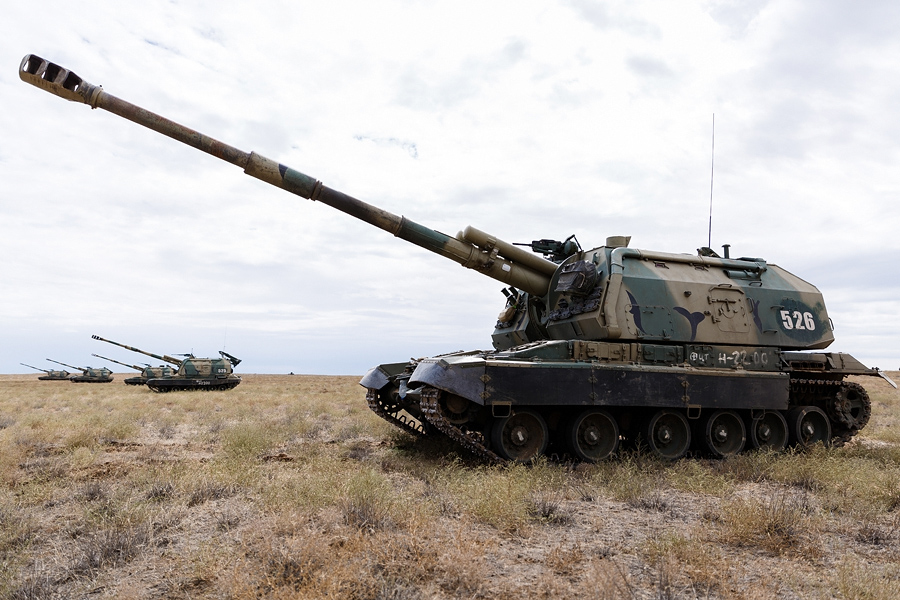
Мста-С
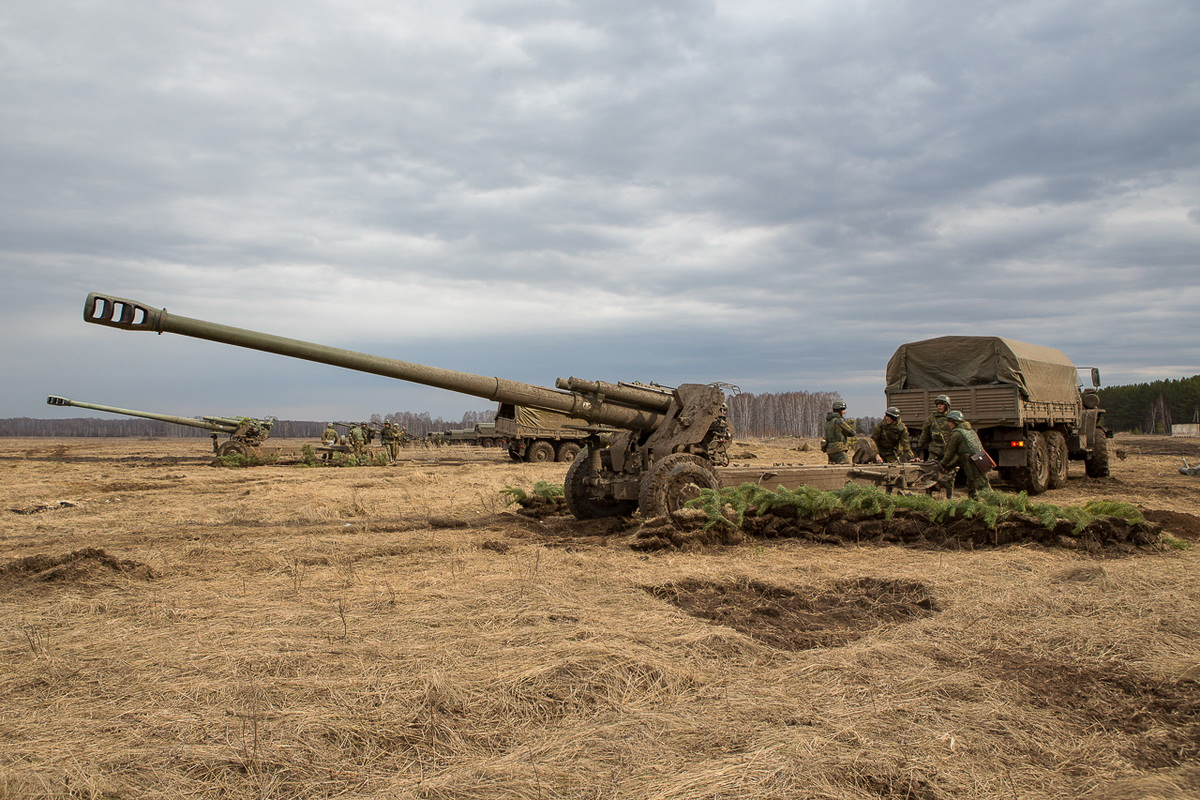
Мста-Б
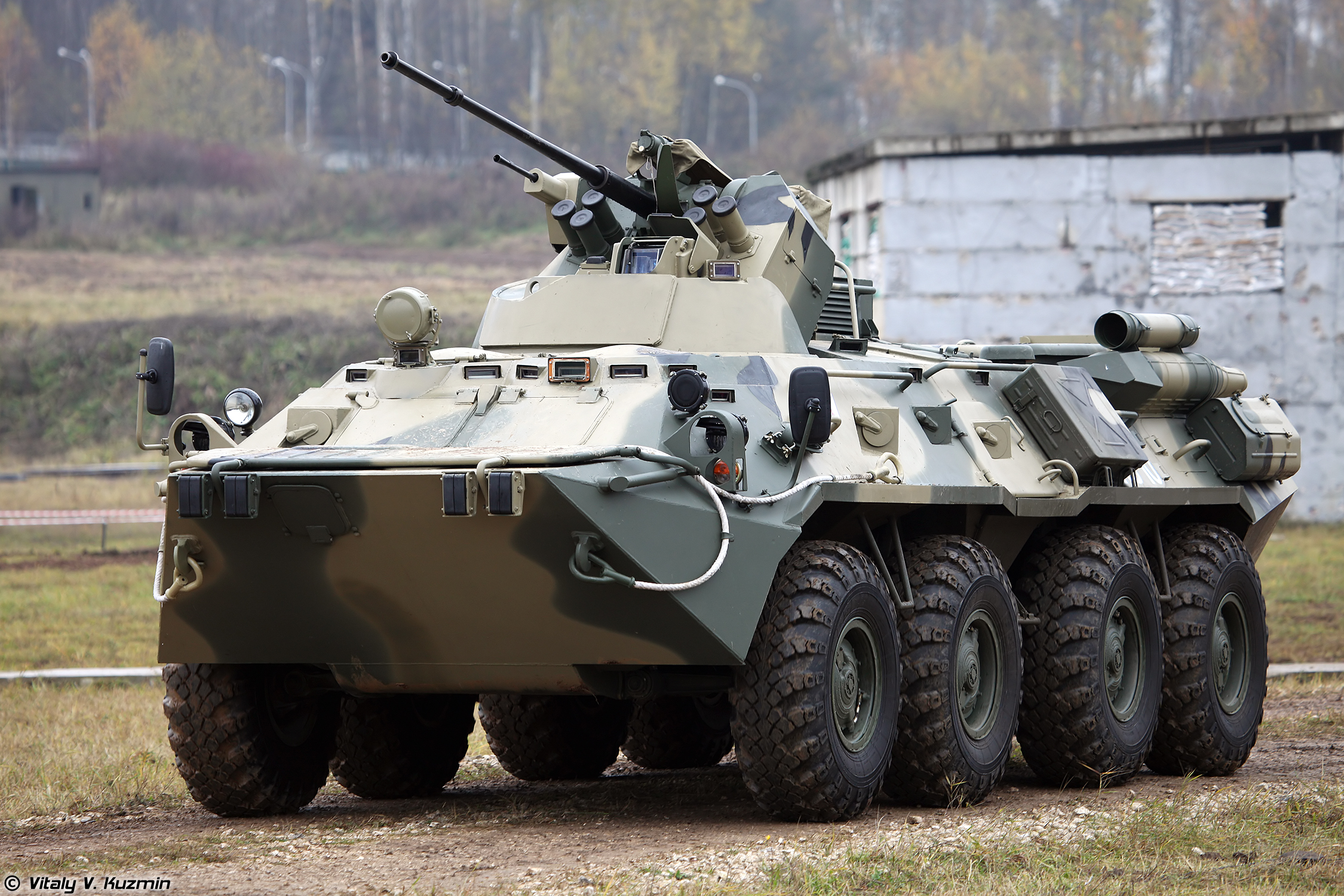
БТР-82А
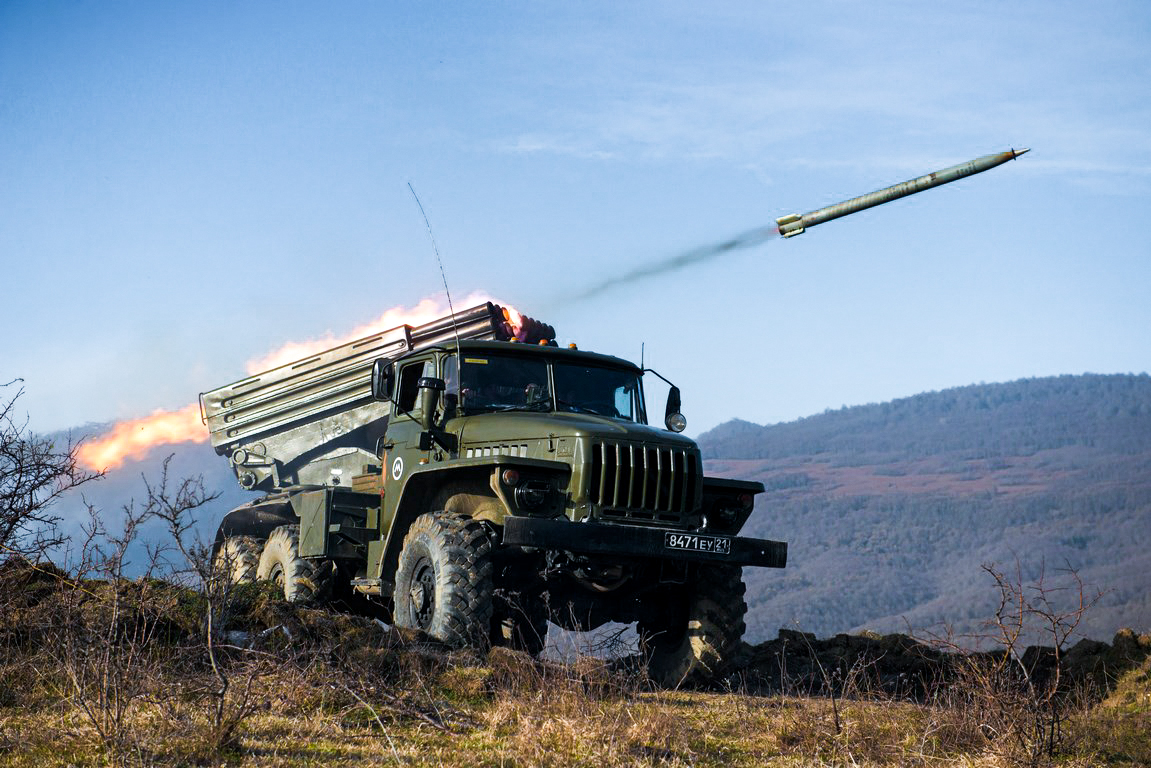
Град
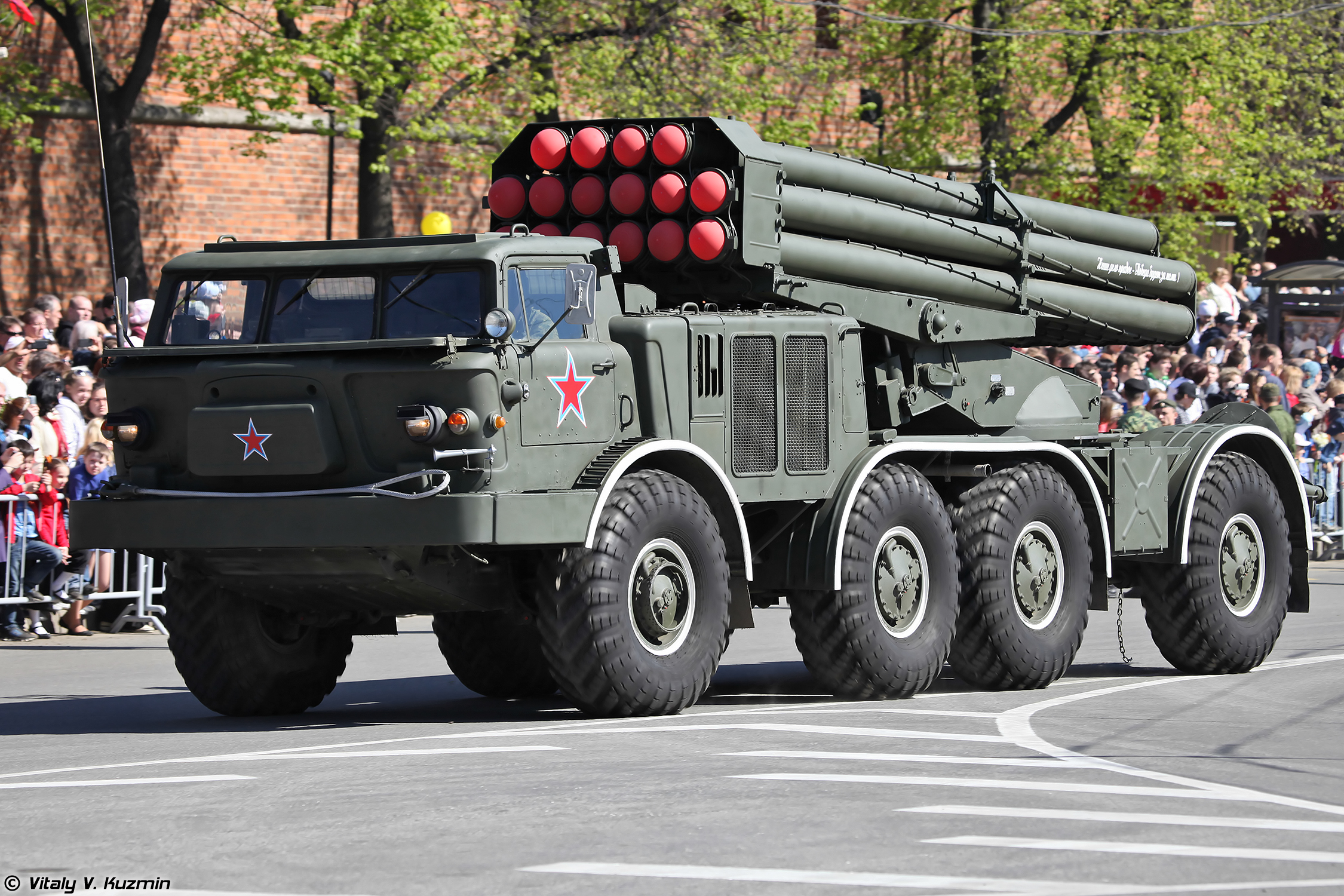
Ураган
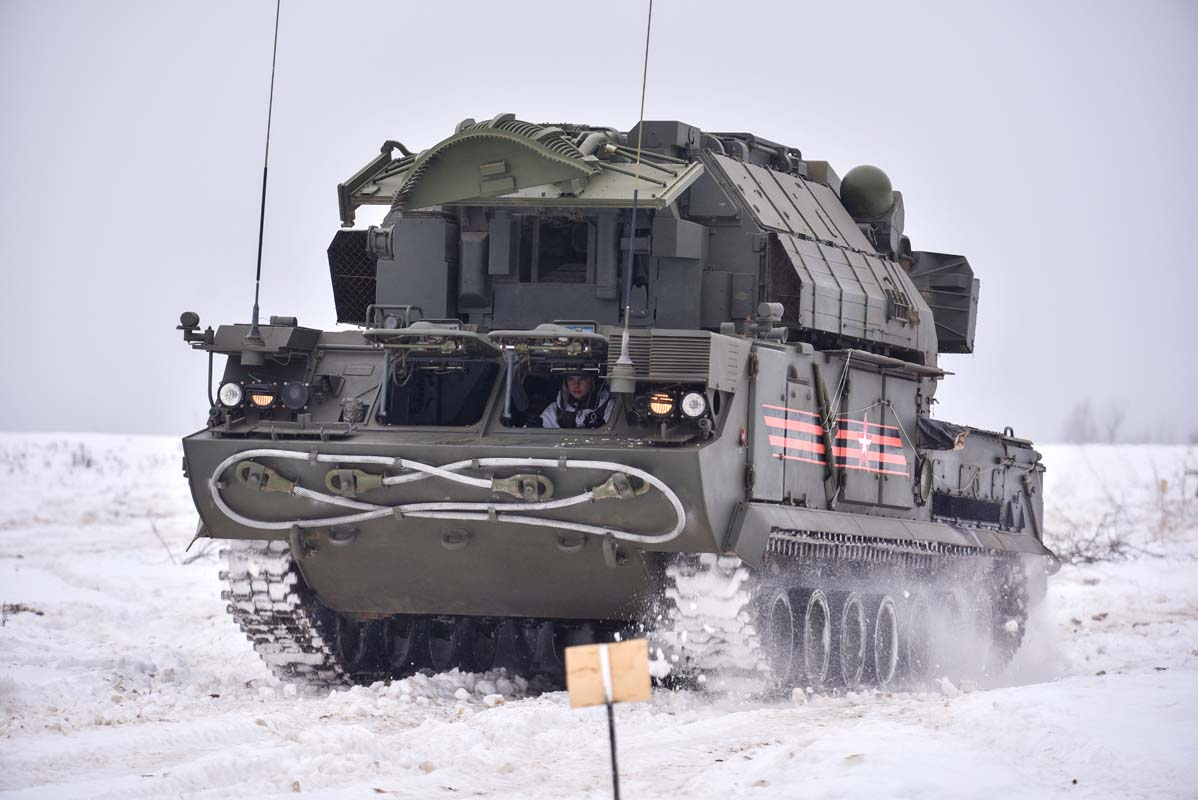
Тор
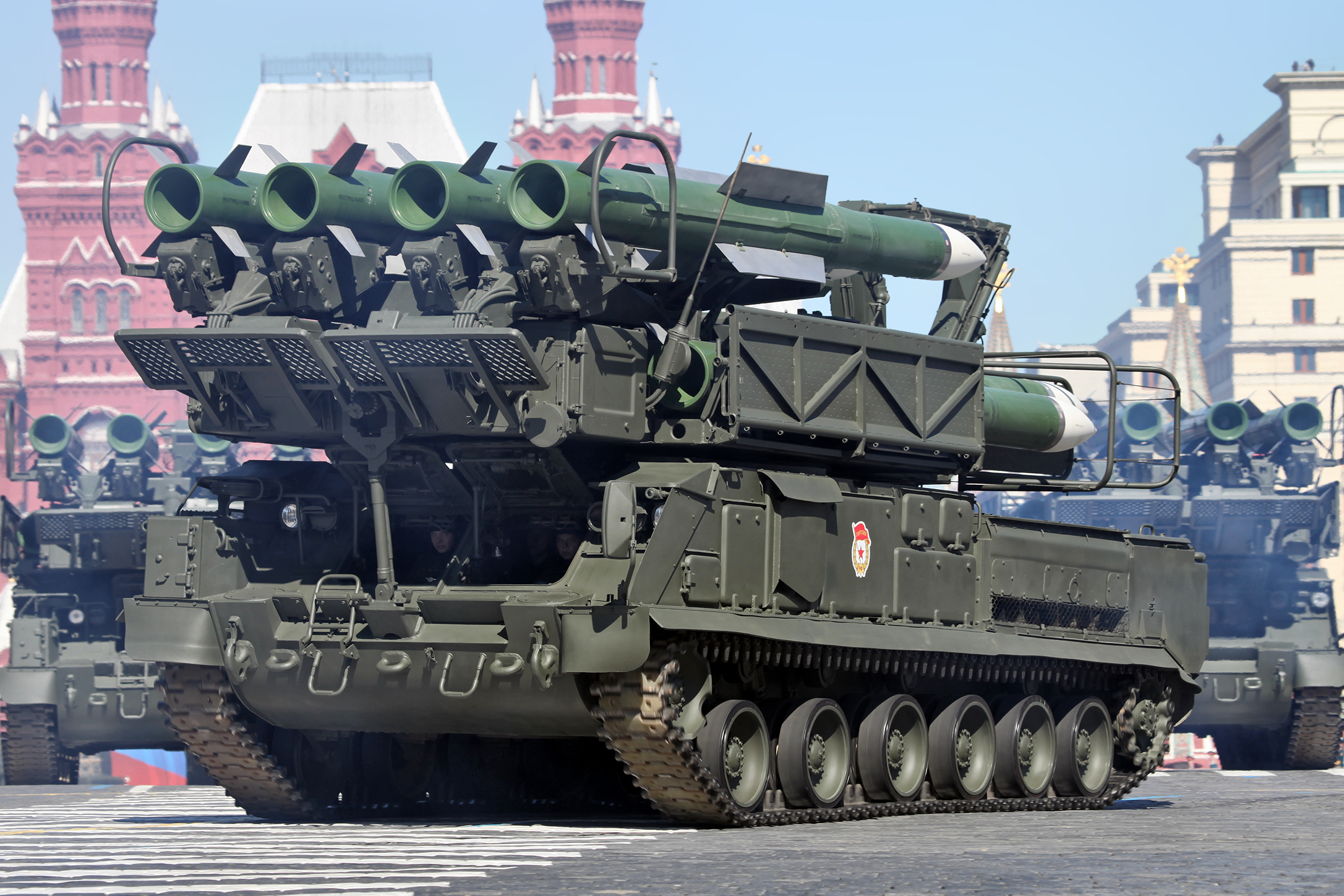
Бук
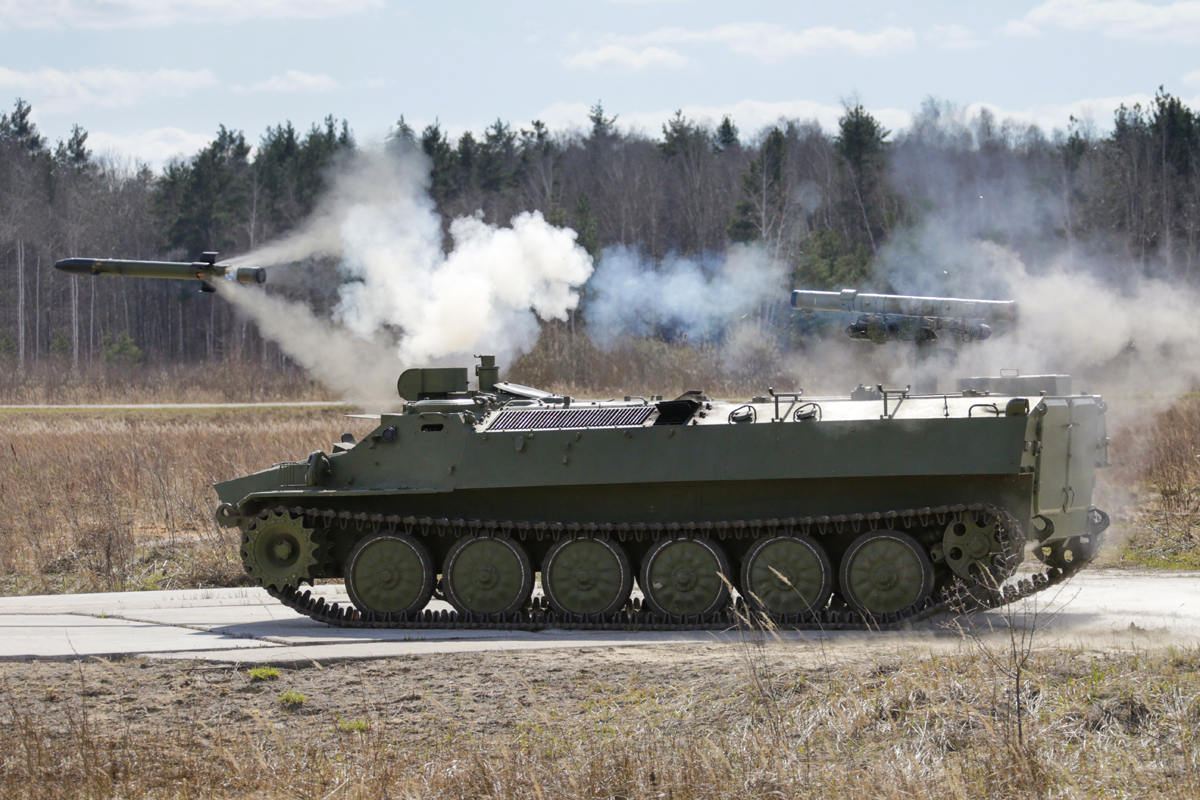
Штурм-С
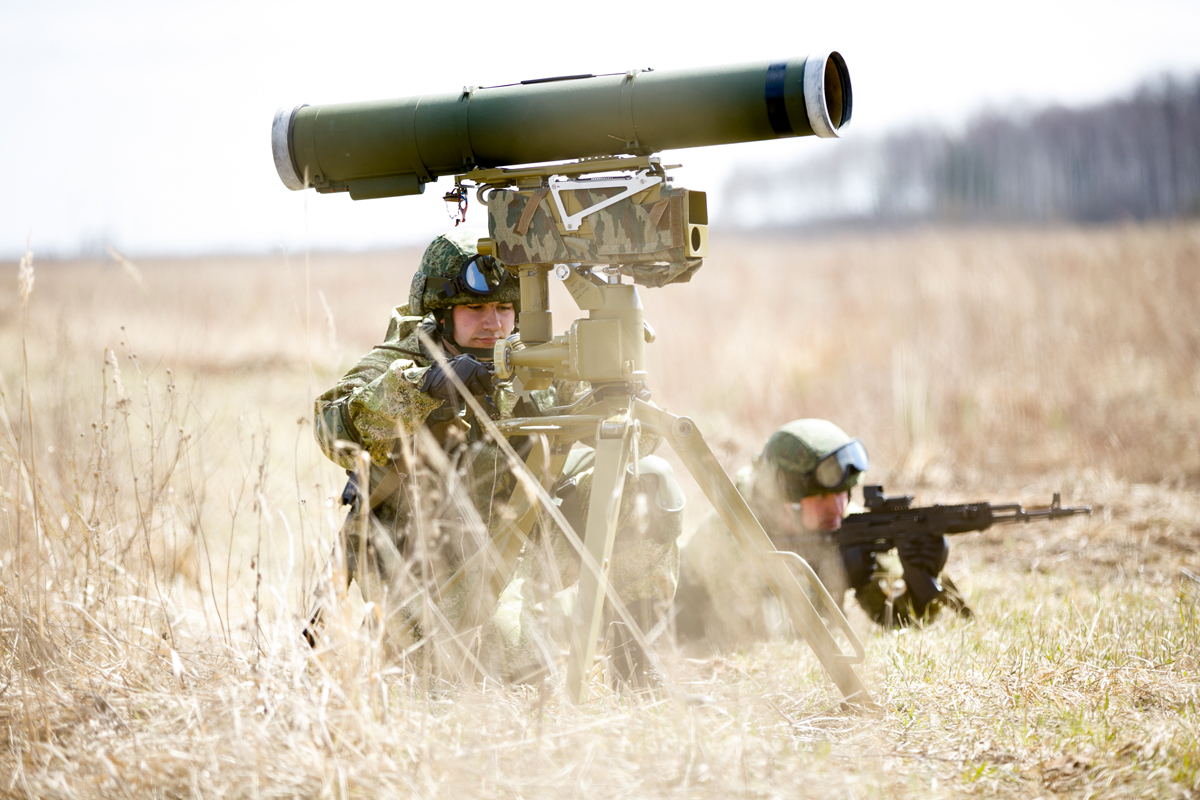
Корнет
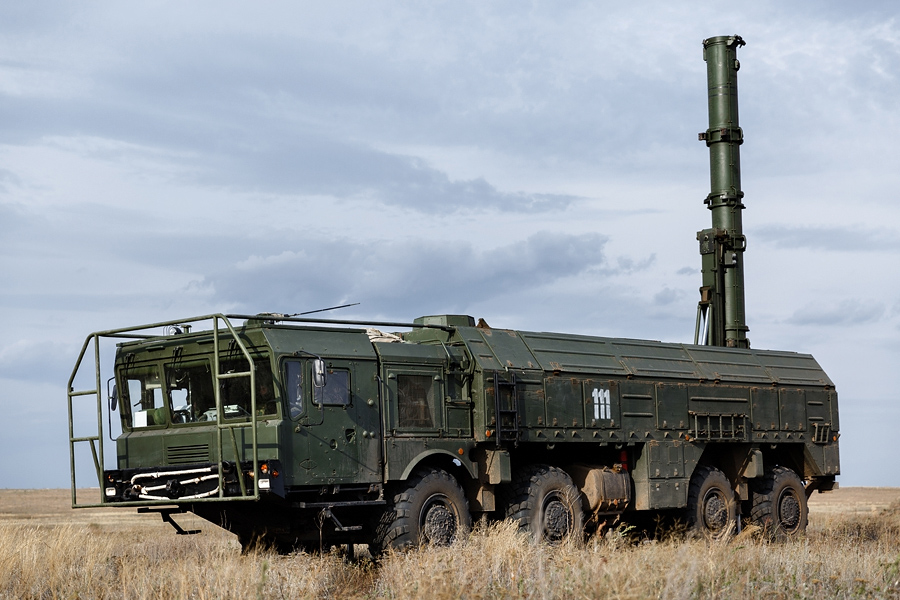
Искандер

Організаційна структура
Організаційно, сухопутні війська складаються з взводів, рот, батальйонів, полків, бригад, дивізій які потім підкоряються управлінню армії або безпосередньо округу. На 2017 рік сухопутні війська налічували 12 загальновійськових армій, 1 танкову армію і 1 армійський корпус при загальній чисельності близько 280 000 чоловік.